# Лютик (альбом)
«Лютик» — второй сольный альбом лидера группы «Ленинград» Сергея Шнурова. Вышел в полночь 14 мая 2012 года, о чём было ранее сообщено на официальном сайте группы «Ленинград». Альбом был выложен в свободный доступ и сразу побил все рекорды[уточнить] по количеству скачиваний.

## Описание
Альбом, в отличие от работ Шнурова в группах «Ленинград» и «Рубль», наполнен более лирическими композициями, сдобренными, несмотря на это, ненормативной лексикой, которая, в свою очередь стала скорее выплеском эмоций и междометий, нежели проявлением к окружающим явлениям, и не несёт в себе грубых оттенков. Лирический герой альбома отличается от «ленинградского» тем, что здесь ему не присущ бунтарский дух. Герой альбома — среднестатистический пьяница, не лишённый тяги к прекрасному, жаждущий любви и параллельно исполняющий роль этакого романтика-ловеласа, удачно совмещая любовь с горячительными напитками и пьянея от любви же.
Любовь — источник всего. Не только вдохновения, но и поступков, сути человеческого бытия. Во имя любви живут многие, но не все могут это объяснить. Во имя любви живу и я — стареющий консервативный рокер.Сергей Шнуров
Открывающая и закрывающая альбом инструментальные композиции под названиями «APERITIF» и «DIGESTIF» по стилистике напоминают классические советские заставки 70-х годов к прогнозам погоды, с влиянием французского шансона. Песни «ВодкаЛюбовь» и «Нева» выдержаны в полуразговорной манере в духе Сержа Гензбура. «Печаль» — вариация на песню «Пьяненькая печаль» из репертуара Аркадия Северного.

## Список композиций
Слова и музыка всех песен — написаны Сергеем Шнуровым.
| №                   | Название                 | Длительность |
| ------------------- | ------------------------ | ------------ |
| 1.                  | «APERITIF»               | 1:58         |
| 2.                  | «Ты охуительна»          | 2:30         |
| 3.                  | «ВодкаЛюбовь»            | 2:35         |
| 4.                  | «Пардон»                 | 2:23         |
| 5.                  | «Не для неё»             | 2:19         |
| 6.                  | «FERRARI»                | 2:02         |
| 7.                  | «То, что не надо»        | 2:49         |
| 8.                  | «Вместе навсегда»        | 2:25         |
| 9.                  | «Нева»                   | 2:16         |
| 10.                 | «SKY WHISKY»             | 2:03         |
| 11.                 | «Всё для неё»            | 2:36         |
| 12.                 | «Печаль»                 | 2:47         |
| 13.                 | «Маленькое, злое сердце» | 3:14         |
| 14.                 | «DIGESTIF»               | 2:04         |
| Общая длительность: | Общая длительность:      | 34:08        |

## Музыканты
- Сергей Шнуров — струнные (включая гитары), вокалы, клавишные, перкуссия
- Григорий Зонтов — тенор-саксофон
- Андрей Антоненко — клавишные, перкуссия, свист
- Алексей Канев — баритон-саксофон
- Денис Можин — барабаны, звук
- Сергей Шпуль — барабаны, звук
- Юлия Коган — вокал («FERRARI»)

## Рецензии
Шнуров очень тонко чувствует саму материю поп-музыки — песни «Лютика» грандиозным образом балансируют на острие ножа между насмешливой пародией на поп-песни и созданием идеальных в своей лаконичности примеров их же, и хотя по той нетрезвой грации, с которой они это делают, всё время кажется, что они вот-вот навернутся, этого так и не происходит.Сергей Мезенов (NewsLab.Ru)
Шнуров всё больше напоминает генератор «демотиваторов»: от этих картинок в интернете совершенно некуда скрыться, и уже не вспомнить, когда и почему они могли показаться забавными.Данила Телегин (журнал Rolling Stone)

## Интересные факты
- Песни «ВодкаЛюбовь» и «Нева» впервые была исполнена в репертуаре группы «Рубль». «Нева» тогда носила название «Без разницы».
- Песня «SKY WHISKY» — несколько изменённая песня «Пьяный-живой», исполнявшаяся только на концерте 2008 года.
- Во время работы над альбомом барабанщик Денис Можин сломал ребро[1].